# 348. п. н. е.

## Догађаји
- Филип II Македонски осваја градове на Халкидикију чиме Халкидички савез престаје да постоји.